# Kurt Globig
Kurt Globig (* 8. Mai 1895 in Großenhain; † 26. April 1972 in Hamburg) war ein deutscher Maler.

## Leben
Kurt Globig wurde am 8. Mai 1895 als Sohn des Kaufmanns Hermann Globig und dessen Frau Else, geb. Oehme, in Großenhain geboren. Sein 1913 an der Kunstgewerbeakademie in Dresden begonnenes Studium unterbrach er, um 1914–1918 an der Westfront zu dienen. Am 14. Mai 1917 wurde er in der Aisne-Schlacht in der Champagne lebensgefährlich verwundet. Erst 1919/1920 setzte er sein Studium als Schüler von Richard Müller an der Kunstakademie Dresden fort. 1920 kehrte er als freischaffender Künstler nach Großenhain zurück. In den 1930er Jahren führte er diverse Auftragsarbeiten aus, bevorzugt Großenhainer Motive. 
In der Zeit des Nationalsozialismus war Globig obligatorisch Mitglied der Reichskammer der bildenden Künste. Sicher belegt ist 1943 seine Teilnahme an der Ausstellung „Soldat und Künstler“ in Dresden.
1939–1944 war Globig erneut zum Militär einberufen. 1945 kehrte er nach Großenhain zurück. Nach dem Tod seines Bruders Johannes lebte er mit seinen beiden Neffen und deren Pflegemutter Hildegard Schäfer zusammen. Auftragsarbeiten sicherten ihnen den Lebensunterhalt. 1964 erfolgte der Umzug nach Hamburg, wo Kurt Globig und Hildegard Schäfer heirateten.

## Werk
Das umfangreiche Werk von Kurt Globig zeugt von seiner großen Heimatliebe und seiner künstlerischen Begabung. Einerseits schuf er vor allem zum Broterwerb unzählige Großenhainer Stadtansichten, Porträts der Röderstadt und ihrer Umgebung, darunter auch Nachzeichnungen alter Stiche. Parallel entstanden Arbeiten auf Papier, bevorzugt Aquarelle, die Landschaften und Porträts zeigen. Darin zeigt sich sein Gespür für die Besonderheiten des Lichtes und feinste Farbnuancen.
Das Museum Alte Lateinschule in Großenhain verwahrt ein größeres Konvolut an Werken von Kurt Globig.

## Ausstellungen
2011: Kurt Globig 1895 - 1972. Die Schenkung aus dem Nachlass, 13. Mai – 21. August 2011, Museum Alte Lateinschule, Großenhain